# Dracula jagt Frankenstein
Dracula jagt Frankenstein ist ein Horrorfilm von Tulio Demicheli, Hugo Fregonese und Eberhard Meichsner aus dem Jahr 1970. Er entstand in spanisch-deutsch-italienischer Koproduktion.

## Handlung
Der Planet Ummo gefriert, sodass sich die Bewohner einen neuen Planeten zum Besiedeln suchen. Sie planen, die Erde zu übernehmen. Dr. Varnoff soll vor Ort die Übernahme vorbereiten. Die bei einem Autounfall verstorbene Biologin Melissa Kerstein und der bei Kampfhandlungen ums Leben gekommene Chirurg Kirsten Werner werden ihm zur Seite gestellt; sie agieren über außerirdisches Leben in ihnen. Das Ziel der Aliens ist es, verschiedene von Menschen erschaffene Monster in ihre Gewalt zu bringen und über sie die gesamte Menschheit zu infizieren und damit auszulöschen. Auf dem Volksfest in Blaustadt bringen sie das Skelett des Vampirs Graf Janos de Mialhoff in ihre Gewalt, das sie zum Leben erwecken. Zudem entführen sie die Krankenschwester Ilona, die fortan unter Varnoffs Gewalt steht und bei den Monster-Experimenten assistiert.
Varnoff baut sein Labor in einem alten Kloster auf. Er operiert den Werwolf Waldemar Daninsky am Herzen, entfernt die einst auf ihn geschossene Kugel und holt den Scheintoten so zurück ins Leben. Als Waldemar eine Frau tötet und an ihr Tierhaare gefunden werden, werden die polizeilichen Ermittlungen intensiviert, die bereits nach dem Verschwinden von Ilona und anderen Frauen begannen. Mit den Ermittlungen ist Inspektor Henry Tobermann betraut. Er erfährt von der jungen Ilsa Sternberg, die von Waldemar angegriffen wurde, dass ihr Vater sich früher schon einmal mit einem Werwolf konfrontiert sah. Vater Sternberg berichtet, dass seine Frau einst von Waldemar Daninsky verehrt wurde, der jedoch aufgrund eines Fluchs zum Werwolf wurde. Ilsa und Tobermann werden unterdessen ein Liebespaar.
Die Aliens begeben sich nach Ägypten, wo sie die Mumie Tao-Tet befreien, die sich von Varnoff lenken lässt. Zudem holen sie das einst von Ulrich von Varancksalan geschaffene Monster (Frankenstein) ins Leben zurück, das elektrisch betrieben wird und ebenfalls durch Varnoff gelenkt wird. Varnoff und die anderen Aliens glauben, dass die Leidenschaft der Menschen ihre größte Schwäche ist. Emotionen werden daher von Varnoff bestraft. Als Melissa (als Alien Maleva) und Kirsten Werner (Kerian) ihre Gefühle füreinander entdecken, tötet Varancksalans Monster Kerian. Maleva wird durch Varnoff bestraft. Heimlich lieben sich auch Waldemar und Ilona, die sich von Varnoffs Einfluss lösen kann. Beide fliehen. Tobermann ahnt unterdessen, dass Varnoff für die Morde und Frauenentführungen verantwortlich ist; inzwischen ist auch Ilsa verschwunden. Er begibt sich zum Kloster, wo er von Varnoff gefangen genommen wird. Waldemar und Ilona befreien ihn. Tobermann kann zudem Ilsa retten. Er tötet Vampir Janos de Mialhoff. Der zum Werwolf mutierte Waldemar bringt die Mumie um und kann in Varnoffs Labor zudem Francksalans Monster töten. Ilona erschießt ihn schließlich, da nur ein Schuss ins Herz durch eine Frau, die ihn so liebt, dass sie für ihn sterben würde, ihn vom Fluch befreien kann. Bevor er stirbt, erwürgt er Ilona.
Das Kloster wird von der Polizei umstellt. Die Machthaber auf dem Planeten Ummo erkennen, dass die Mission gescheitert ist. Varnoff wird dafür verantwortlich gemacht, gibt zu, dass die Leidenschaft der Menschen ihre größte Stärke ist, und stirbt auf der Erde. Auch Maleva verschwindet, war sie doch als menschliche Hülle längst verstorben. Tobermann stellt fest, dass die Menschheit bestehen wird, solange Menschen dazu bereit sind, sich für andere zu opfern.

## Produktion
Dracula jagt Frankenstein wurde 1968 unter anderem in Barcelona, Madrid und Wasserburg am Inn gedreht. Drehorte waren zudem die Ermita de San Frutos und die Klosterruine Santa María la Real bei San Martín de Valdeiglesias. Die Szenen auf der Kirmes von Blaustadt entstanden auf der Auer Dult in München.
Drehbuchautor Paul Naschy übernahm im Film die Rolle des Werwolfs Waldemar Daninsky, die er bereits in Las noches del Hombre Lobo (1968) und Die Vampire des Dr. Dracula (1968) gespielt hatte und bis 2004 in zahlreichen weiteren Horrorfilmen verkörperte.
Der Film lief am 27. Februar 1970 in den bundesdeutschen Kinos an und erschien 2012 und 2013 auf DVD. Am 12. Dezember 2014 war Dracula jagt Frankenstein im Rahmen der Reihe Die schlechtesten Filme aller Zeiten (SchleFaZ) auf Tele 5 im deutschen Fernsehen zu sehen, wobei er von Oliver Kalkofe und Peter Rütten kommentiert wurde.

## Synchronisation
| Rolle             | Darsteller     | Synchronsprecher      |
| ----------------- | -------------- | --------------------- |
| Dr. Varnoff       | Michael Rennie | Wilhelm Borchert      |
| Maleva            | Karin Dor      | Beate Hasenau         |
| Henry Tobermann   | Craig Hill     | Gert Günther Hoffmann |
| Ilsa              | Patty Shepard  | Almut Eggert          |
| Dr. Kirian        | Ángel del Pozo | Karlheinz Brunnemann  |
| Ilona             | Gela Geisler   | Ursula Herwig         |
| Waldemar Daninsky | Paul Naschy    | Rolf Schult           |

## Kritik
Für den film-dienst war Dracula jagt Frankenstein „Gruselkintopp, dessen Absicht, das Genre zu verulken, in primitiven Unappetitlichkeiten verlorengeht.“ „Man darf sich schon fragen, was Drehbuchschreiber Paul Naschy […] geraucht hat, als ihm diese Geschichte Ende der 1960er durch den Kopf geschossen ist“, schrieb Stern. Der Evangelische Film-Beobachter bezeichnet das Werk als eine „Mischung aus Horrorfilm und Science-Fiction-Streifen“ und bemerkt lapidar, es sei „reichlich langweilig und fade“. Sat.1 strahlte den Film im April 1993 im Rahmen einer Reihe von Dracula-Filmen aus. Die Kritik sah ihn dabei als einen der Filme an, bei denen man merke, „daß eine originelle Besetzung allein nicht hilft, wenn den Regisseuren das Gespür für das Genre fehlt.“
Am 12. Dezember 2014 wurde der Film im Rahmen der Tele-5-Reihe Die schlechtesten Filme aller Zeiten gezeigt.